# 貢氏鱷齒魚
貢氏鰐齒魚，又名貢氏鱷齒鱚、黑狗母，为輻鰭魚綱鱸形目鱷鱚亞目鱷齒鱚科的其中一種。

## 分布
本魚分布於西太平洋區，包括日本、臺灣、菲律賓、印尼、澳洲、新喀里多尼亞等海域。

## 特徵
本魚體背部深褐色，腹部銀灰色，下頷中央不突出，腹鰭不達肛門，腹部具有鱗片，背鰭硬棘4至6枚；背鰭軟條18至23枚；臀鰭軟條16至21枚；脊椎骨29至33個，體型小，體長可達14公分。

## 生態
本魚屬深海底棲性魚類，棲息在水深210至1020公尺。

## 經濟利用
數量稀少，不具經濟價值。